# ドバドバ大爆弾
『所ジョージのドバドバ大爆弾』（ところジョージのドバドバだいばくだん）は、東京12チャンネル（現：テレビ東京）ほかで放送されていたゲームバラエティ番組である。製作局の東京12チャンネルでは1979年10月11日から1981年3月26日まで、毎週木曜 20:00 - 20:54（日本標準時）に放送。

## 概要
一般からの参加者たちがペアを組んで出場し、一芸披露とゲームで最高賞金100万円の獲得を目指していた視聴者参加型番組である。司会を務めていたのは所ジョージで、所にとってはこれが初の司会番組となった。
番組は毎回関東地方およびその近郊のホール会場で公開生放送を行っていた。テーマ音楽やゲームの成功時・失敗時のBGMなどは、全て会場で生演奏されていた。出場者は中学生・高校生・大学生が殆どで、その中には後に芸能界入りした者も何人かいた（後述）。
「風船を破裂させないようにしつつゲームに挑戦する」企画は、『危険信号』（NHKテレビ）など本番組以外にもあったが、風船に針が迫っていくという他のゲーム番組が行っている方式ではなく、風船そのものを爆弾に見立ててどんどん膨らませていくという方式を採用していた。
出場者がゲームを成功させた場合、番組は「大成功!」という字幕を出していた。それとともに所と番組のアシスタント的な存在の「応援団」から大量の紙吹雪を投げ込まれ（紙吹雪芸はこの頃の所の芸風の一つでもある）、賞金の額を提示した電光掲示板と参加者の喜びの表情をフラッシュさせる形で映し出していた。逆に失敗した場合には、「残念無念!」「ごくろうさま!」という字幕が順番に表示され、作ったばかりの小切手を所が挑戦者の目の前でハサミで真っ二つに切ってゴミ箱に捨てる演出があった。

## 出演者

### 司会
- 所ジョージ

### ナレーター
- 橋本テツヤ

### 応援団

#### 前期
- 轟二郎（コント百連発）
- 水島びん（コント百連発）

#### 後期
- アゴ勇（アゴ&キンゾー）
- 桜金造（アゴ&キンゾー）

### 審査員
- 近江俊郎 - 審査委員長を担当。
- 猪俣公章
- 三遊亭円右
- 清水クーコ
- 福富太郎
- ほか、毎回1人のゲストが審査に加わっていた。

## ルール
毎回5組（後期には4組）のペアが出場し、一芸を披露。それによって賞金額を決められ、ゲームで賞金獲得を目指していた。ゲームの成功・失敗にかかわらず、出場者には参加賞が贈られていた。

### 一芸披露
出場ペアは歌やコントなど、自由なテーマで芸を披露する。 
芸の披露後、芸能人5人による審査員が20点満点で審査する。合計得点の1点につき1万円、つまり最高で100万円がゲーム成功時の賞金となる。初期は万の位を四捨五入していたが後に廃止され、点数通りの賞金額となった。ゲームに失敗した場合は1円ももらえない。

### ゲーム
挑戦するゲームは、舞台袖にある電光ルーレットでランダムに決定される。制限時間3分間で、挑戦したゲームの目的を達成すれば賞金獲得となる。時間切れ30秒前にはサイレンが鳴り、時間切れになるとゲームは失敗である。
実際にゲームに挑戦できるプレイヤーはペアのうちの1人だけで、もう1人は舞台奥の椅子に座って待機する。ただし、椅子の上では風船が膨らみ続けており、風船が破裂すると時間切れ前でも即ゲーム失敗となる。
風船をしぼませるには、待機者が声を出すなどしてプレイヤーを呼び寄せる必要があった。椅子の脇の上部から紐が垂れ下がっており、それをプレイヤーが引くことで風船の空気が抜ける仕組みである。この時、プレイヤーと待機者が交代となる。

#### 挑戦するゲームの一例
- スチロール製の丸太に跨り、頭上の3個の紙風船を割る（クレージーロデオ）。
- 発泡スチロールでT字を作り、その上で正座してバンザイのポーズを取る（コロリンTボード）。
- 設置されたトイレットペーパーを、指定された個数分、完全に巻き取る（グルグル芯出し）。
- 立方体に組まれたパイプに絡まったロープを完全にほどく（ジグザグロープ）。
- 煙草（ショートホープ）の箱を指定された段数分積み上げる。一段につき2個ずつ側面を下にしておき、直下の段と垂直に交差するように井桁に積まなくてはならない（たばこタワー）。
- スチロール製の木馬に跨りながらジャンプで前進し、規定のコースを往復する（人間ダービー）。
- 複数立ててある棒に紙皿を乗せて回す（ハッスル皿まわし）。
- ゴムボールを投げて、目の前の障子の紙を破る（猛烈ピッチング）。
- 電光掲示板が「500」になるまで、踏み台の上で足踏みをする。ただし、交代中は掲示板の数字が減る（突撃マラソン）。

## 主題歌
いずれも司会の所が会場で生で歌っていた。2曲とも、作詞・作曲は所ジョージ。
Do!Do!Do!
本番組のオープニングテーマ。編曲はクニ河内。当時、大人気だったアース・ウィンド・アンド・ファイアーの曲を意識していた。この曲は、所が出演していたドンパッチ（味の素ゼネラルフーヅ）のCMにも使われていた。
レゲエ・イン・ザ・モーニング
エンディングテーマ。会場が暗転し、所がギターでこの曲を弾き語っていた。

## エピソード
- 年に数回は「芸能人大会」を開催していた。
- オープニングで所が叫ぶ「元気元気、元気な子供は○○!（「股間が茄子」など回によって異なる）」のフレーズや、審査発表前に「コント百連発」の掛け声で観客が「さぁ〜100万円!100万円!わぁ〜っ!」と煽るコール、所の「この芸、いくらで買う子ちゃ〜ん!」のセリフが恒例となっていた。
  - 「元気な子供」のフレーズは、当時の所の持ちネタの一つであった。後に所本人が声優を務める『デジタル所さん』のテレフォンショッピングの回で、オープニングのギャグが再現されたり、2010年放送の『とんねるずのみなさんのおかげでした』に所とビートたけしが出演した時には、とんねるずとのゴルフ対決の罰ゲームでツービートの漫才を披露する際、所が「元気元気、元気な子供はわき毛が千羽鶴!」と、このギャグを披露したりしていた。
- 番組にはデビュー前の唐沢寿明、山田邦子、とんねるずや野沢直子、この当時は漫談家をやりつつテレビの構成作家修行中だった桂竹丸、落語家になる前の春風亭昇太、フジテレビアナウンサーになる前の牧原俊幸が出演していた。
  - 2012年9月10日に放送された『ハレバレとんねるず 略してテレとん』では、とんねるずを名乗る前の石橋貴明と木梨憲武が帝京高等学校を卒業する直前の1980年に参加した取手市民会館収録回のVTRが流れた。石橋と木梨がテレビ番組へ出演したのは、この回が初めて。本番組ではペアでの出場が条件になっていたため、石橋が同級生の木梨を誘って出演したという。収録では「ものまねベストテン」という一芸を披露したが、石橋がその後のゲームに失敗したため、評価額相当の賞金を獲得できなかった。ちなみに『ハレバレとんねるず』では、石橋・木梨とも、上記の公開収録から同番組まで32年間にわたってテレビ東京の番組に出演していない事実を前面に押し出していた。
- 第1回のゲストは小林幸子だったが、放送直後のTBS『ザ・ベストテン』に小林の歌「おもいで酒」がランクインし、（共に生放送のため）終了して間もない荒川区民会館から（『ドバドバ』は20時から、『ベストテン』は21時から）中継され、所やコント百連発まで登場してしまった。
- 収録には、前述の取手市民会館などをよく使用していた。ただし、会場がうるさくて声が聞こえないため、所はインカムを付けて進行していた。また、往々にして古い会場を使用していたため、埃が立って仕方がなかったという。

## 備考
- 関西地区においては当時まだテレビ大阪が開局していなかったため、独立UHF局の近畿放送（現：KBS京都）、サンテレビ、テレビ和歌山で同時ネットされていた。ただし、4月 - 9月のナイターシーズンにおいてはプロ野球中継が優先されていたため、中継予定が無い日や試合が中止になった日のみに放送されていた。
- 宮城県では仙台放送で日曜15:00からの遅れネットで放送された。
- 長野県では長野放送で土曜12:00からの遅れネットで放送された。
- 静岡県ではテレビ静岡、のちに静岡第一テレビ[1]に移行し、遅れネットで放送。
- 岐阜放送でも遅れネットで放送されていた。

## リメイク企画「ハレバレ大爆弾」
前述の『ハレバレとんねるず 略してテレとん』では、「ハレバレ大爆弾」という本番組のリメイク企画を実施。取手市民会館で公開収録した映像を流した。この企画ではとんねるずのほかに大橋未歩と繁田美貴（いずれもテレビ東京アナウンサー）が司会を務め、藤井フミヤとIKKOと板東英二が一芸を鑑定する審査員を務めた。第2回は木更津市民会館での公開収録で、板東に替わってローラと綾小路翔が審査員に加わった。
- テレビ東京は収録を行う前に、番組名・企画名を伏せたまま「とんねるずと一緒に番組へ出演する素人募集」という趣旨のスポットCMを連日放送していた。
- 公開収録では、番組放送当時に使われていたBGMと似た曲をギタリストが生演奏していた。ただし、セットは一新されていた。そして実際の放送では、手書き風のテロップやイラストによるゲーム紹介など、番組放送当時の他のテレビ番組でも多用されていた手法が随所に見られた。さらに、ゲームパートの放送では、挑戦終了の瞬間に「大成功!」「残念無念!」などの字幕を出していた。
- オリジナルである本番組との違いは、「1人や家族での出演も可能」「（司会のとんねるずを含めた）審査員4組×最高25万円（総額上限100万円）で評価（第1回のみ、第2回は5組×最高20万円）」「評価額を出す『買い取りタイム』以降も審査員が評価額を増減できる」「一芸披露で評価額の総額が30万円を下回った場合にはゲームに挑戦できない（失格）」などである。
- ゲームパートでは、前述の風船ルールが無くなり、制限時間も30秒で固定していた。ただし、本番組と同じく、ゲームに失敗した出場者に参加賞を贈呈。さらにエンディングでは、その中から1組を「とんねるず特別賞」に選び、高級タンスを贈呈した。
- エンディングでは、木梨からのリクエストがきっかけで、藤井が持ち歌の「TRUE LOVE」を突然ギターで弾き語るサプライズがあった。第2回では同じ流れで、綾小路がバックバンドのエレキギターに合わせて「One Night Carnival」を歌ったほか、収録途中で歌のゲストとして伊藤咲子が登場し、「ひまわり娘」を歌った。